# Angerfist

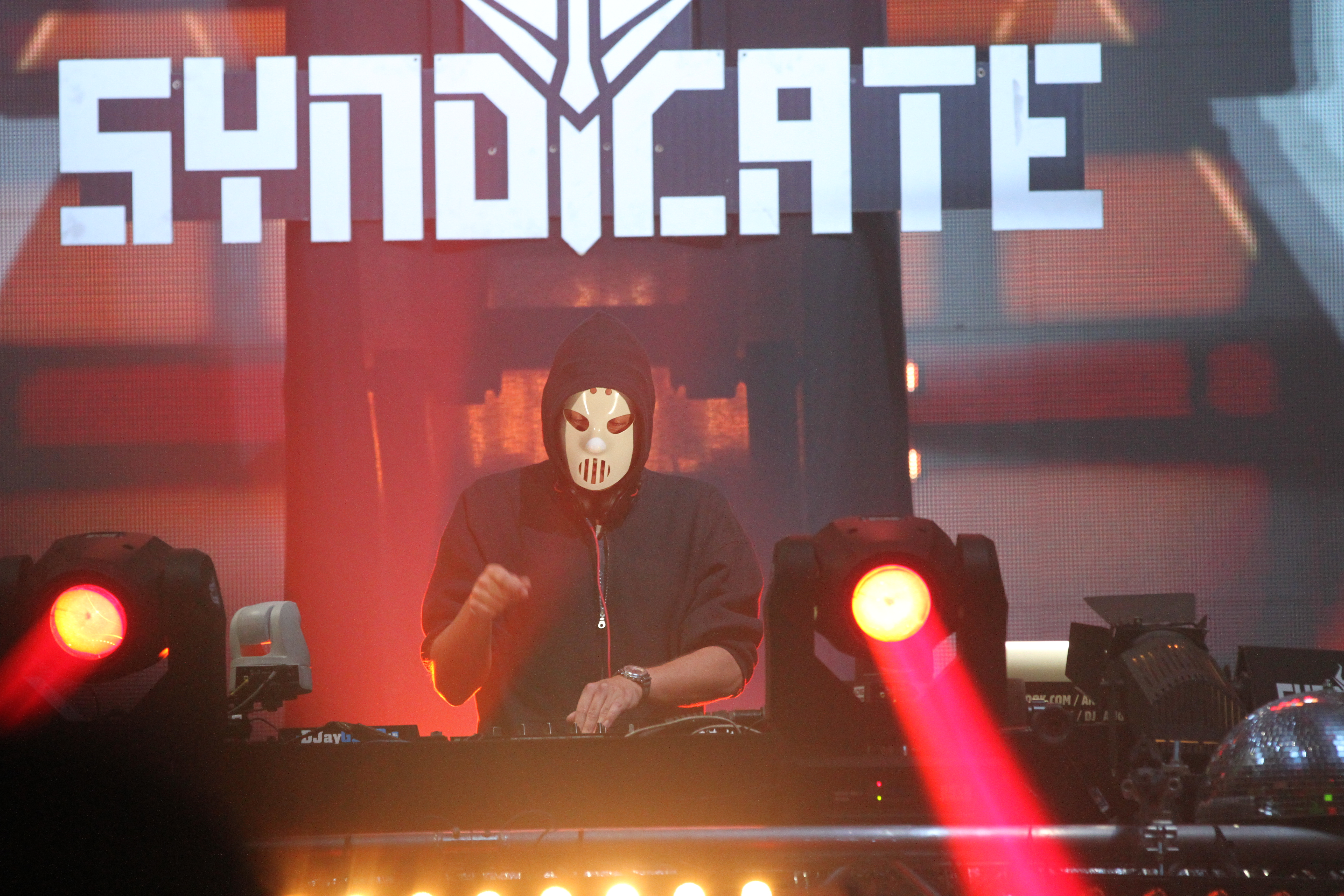
Angerfist

Angerfist, artistnamn för Danny Masseling, född den 20 juni 1981 i Almere, Nederländerna, är en hardcore techno- och gabberproducent. Hans karriär började år 2001 när han efter ett demoinskick till DJ Buzz Fuzz blev signad av BZRK Records.
År 2006 kom albumet "Pissin' Razorbladez" och 2008 kom albumet "Mutilate". 
Danny Masseling är inte bara känd som Angerfist utan döljer sig även bakom namnen: Menace II Society, Kid Morbid, Bloodcage, Floorcrushers och Roland & Sherman (tillsammans med DJ Outblast). Det är vid uppträdanden vanligt att det är tre personer på scenen (Angerfist Live) och i den konstellationen ingår Danny Masseling, Crucifier och MC Prozac.